# Первая пятёрка
«Первая пятёрка» — национальная премия в российском футболе, существующая с 2002 года. Вручается под эгидой Российского футбольного союза (РФС) Детской футбольной лигой (ДФЛ) и спортклубом «Лукойл» лучшему молодому футболисту Российской премьер-лиги по итогам уходящего года.
Лауреаты премии определяются по опросам 100 наиболее авторитетных специалистов футбола, тренеров команд РПЛ и спортивных массмедиа. Изначально каждый специалист называл тройку лучших игроков (1 место — 3 очка, второе — 2, третье — 1). С 2019 года определяется пять лучших игроков: за 1-е место присуждается 5 очков, за 2-е — 4 и так далее. Победитель определяется по сумме очков.
На премию номинируются игроки РПЛ, отвечающие трём формальным критериям: наличие гражданства Российской Федерации, возрастной ценз (в 2002—2015 годах— не старше 20 лет; с 2015 года — не старше 21 года) и количество матчей, сыгранных за команду в календарном году (не менее трети).
В 2012 году молодые игроки редко появлялись на поле, и от вручения премии было решено отказаться. В похожей ситуации в 2013 году премия была вручена Константину Базелюку за успехи в молодёжном первенстве и молодёжной сборной России. Перед вручением премии в 2018 году издание «Спорт-Экспресс» заявило, что считает очень странным и сомнительным невключение в число номинантов форвардов «Краснодара» Ивана Игнатьева и Магомед-Шапи Сулейманова, при том что оба приняли участие более чем в трети игр команды в премьер-лиге за календарный год. Президент ДФЛ Виктор Горлов в ответ заявил, что определяющим при выборе номинантов стало количество минут, проведённых в чемпионате. При этом также не были номинированы проведшие более трети игр Соболев («Крылья Советов»), Кучаев (ЦСКА), Жамалетдинов (ЦСКА).

## Лауреаты (мужчины)
| - 2002 — Александр Кержаков («Зенит») - 2003 — Владимир Быстров («Зенит») - 2004 — Динияр Билялетдинов («Локомотив») - 2005 — Игорь Акинфеев (ЦСКА) - 2006 — Роман Шишкин («Спартак») — 264 - 2007 — Кирилл Комбаров («Динамо») — 152 - 2008 — Алан Дзагоев (ЦСКА) — 500 - 2009 — Георгий Щенников (ЦСКА) — 189 | - 2010 — Павел Яковлев («Крылья Советов») — 198 - 2011 — Александр Кокорин («Динамо») — 276 - 2012 — премия не вручалась - 2013 — Константин Базелюк (ЦСКА) — 247 - 2014 — Эльмир Набиуллин («Рубин») — 247 - 2015 — Алексей Миранчук («Локомотив») — 214 - 2016 — Александр Головин (ЦСКА) — 277 - 2017 — Фёдор Чалов (ЦСКА) — 165 | - 2018 — Ильзат Ахметов (ЦСКА) — 202 - 2019 — Матвей Сафонов и Магомед-Шапи Сулейманов (оба — «Краснодар») — 300 - 2020 — Игорь Дивеев (ЦСКА) — 370 - 2021 — Арсен Захарян («Динамо») — 445 - 2022 — Сергей Пиняев («Крылья Советов») — 317 - 2023 — Константин Тюкавин («Динамо») — 418 - 2024 — Алексей Батраков («Локомотив») |

## Лауреаты (женщины)
| - 2022 — Татьяна Петрова (ЦСКА) — 136 - 2023 — Медея Жаркова («Краснодар») — 154 - 2024 — Яна Свистунова («Чертаново») |

## Лауреаты по клубам
| мужские клубы - 8 — ЦСКА (Москва) - 4 — «Динамо» (Москва) - 3 — «Локомотив» (Москва) - 2 — «Зенит» (Санкт-Петербург), «Краснодар», «Крылья Советов» (Самара) - 1 — «Рубин» (Казань), «Спартак» (Москва) | женские клубы - 1 — ЦСКА (Москва), «Краснодар», «Чертаново» |

## Рекорды
- в 2008 году все 100 человек, принявших участие в голосовании, отдали первое место Алану Дзагоеву. Этот результат (500 баллов) стал абсолютным рекордом за всю историю вручения премии[23] и при существующих правилах определения лауреата не может быть превзойдён даже теоретически.
- 17 декабря 2020 года ПФК ЦСКА проводил гостевой матч чемпионата страны в Ростове. В стартовом составе одной команды (ЦСКА) на поле одновременно вышли шесть лауреатов «Первой пятёрки» разных лет (Акинфеев, Дзагоев, Щенников, Чалов, Ахметов и Дивеев)[24].